# Embolit
Embolit, chemický vzorec Ag(Cl,Br), je krychlový minerál. V podstatě se jedná o chlorargyrit s příměsí bromu. Je produktem oxidace Ag-ložisek (Ag je stříbro).
V Česku byl velmi vzácně nalezen ve vzorcích se stříbrnou mineralizací u Příbrami na dole v Lešeticích jako temně zelené povlaky s diamantovým leskem. Ve světě je známý například z Broken Hill (Austrálie).